# Samhain (musikgrupp)
Samhain var ett deathrock/gothpunk-band som bildades av Glenn Danzig när The Misfits lades ner 1983. Danzig hade Samhain som ett sidoprojekt från början men kom under 1983 att bli hans fulltidsprojekt. Bandet upplöstes 1987, men återförenades tillfälligt 1999, 2011, 2012 och 2014.

## Medlemmar
Originalbesättning
- Glenn Danzig (f. Glenn Allen Anzalone 23 juni 1955 i Lodi, New Jersey - sång, gitarr, keyboard, trummor. (1983-1987) (Skrev även alla sånger och texter.)
- Brian Baker (f. 25 februari 1965) - gitarr (1983)
- Steve Zing (f. Steven Paul Grecco 29 juni 1964) - trummor, bas (1983-1985) (spelar på albumen Initium och Unholy Passion)
- Eerie Von (f. Eric Stellmann 25 augusti 1964 i New Jersey) - bas, trummor (1983-1987)

Senare medlemmar
- Lyle Preslar - gitarr (1984) (spelade på fyra spår på albumet Initium)
- Pete "Damien" Marshall - gitarr (1984-1986) (spelade på albumen Unholy Passion och November-Coming-Fire)
- London May - trummor, bas (1985-1987) (spelade trummor på albumet November-Coming-Fire)
- John Christ - gitarr (1987) (spelade på albumet Final Descent)

Turnerande medlemmar
- Todd Youth - gitarr (1999)
- Tommy Victor - gitarr (2011-2012) (spelade under Danzig Legacy shows 2011 och 2012)
- Peter Adams - gitarr (2014) (spelade under the 30 Bloody Years of Initium 2014 shows.)

Studiomusiker
- Al Pike - bas (spelar på  låten "Archangel" på albumet Initium)
- Chuck Biscuits - trummor (spelade på albumet Final Descent. Även medlem i Danzig)

## Diskografi
Studioalbum
- Initium (1984)
- November-Coming-Fire (1986)
- Final Descent (1990)

Livealbum
- Samhain Live '85-'86 (2002)

EP
- Unholy Passion (1985)

Samlingsalbum
- Initium / Unholy Passion (1987)
- Samhain Box Set (2000)